# 뉴질랜드의 지방
뉴질랜드의 행정 구역은 크게 16개 지역으로 구성되어 있다. 뉴질랜드에서 지방(region)은 가장 큰 단위의 행정 단위를 뜻한다. 그중 12개 지역은 지방 의회가 관리하고, 나머지 4개 지역은 지방 자치 단체에서 단일 행정 구역으로 관리한다. 두 번째로 가장 큰 행정 단위는 지방 자치 단체이고 14개의 시 의회(City council)와 56개의 구 의회(District council)로 이루어져 총 72개의 지방 자치 단체가 있다.

## 행정 구역
| 뉴질랜드의 행정 구역 | 섬   | 지방 | 지방             | 주도           | 면적 (km2) | 인구      |
| -------------------- | ---- | ---- | ---------------- | -------------- | ---------- | --------- |
| 뉴질랜드의 행정 구역 | 북섬 | 1.   | 노스랜드         | 팡가레이       | 13,941     | 154,700   |
| 뉴질랜드의 행정 구역 | 북섬 | 2.   | 오클랜드         | 오클랜드       | 16,140     | 1,414,800 |
| 뉴질랜드의 행정 구역 | 북섬 | 3.   | 와이카토         | 해밀턴         | 25,598     | 402,200   |
| 뉴질랜드의 행정 구역 | 북섬 | 4.   | 베이오브플렌티   | 파카타네       | 12,447     | 269,900   |
| 뉴질랜드의 행정 구역 | 북섬 | 5.   | 기즈번           | 기즈번         | 8,351      | 46,000    |
| 뉴질랜드의 행정 구역 | 북섬 | 6.   | 호크스베이       | 네이피어       | 14,164     | 152,700   |
| 뉴질랜드의 행정 구역 | 북섬 | 7.   | 타라나키         | 스트랫퍼드     | 7,273      | 107,500   |
| 뉴질랜드의 행정 구역 | 북섬 | 8.   | 마너와투왕거누이 | 파머스턴노스   | 22,215     | 229,200   |
| 뉴질랜드의 행정 구역 | 북섬 | 9.   | 웰링턴           | 웰링턴         | 8,124      | 473,700   |
| 뉴질랜드의 행정 구역 | 남섬 | 10.  | 타스먼           | 리치먼드       | 9,786      | 46,500    |
| 뉴질랜드의 행정 구역 | 남섬 | 11.  | 넬슨             | 넬슨           | 445        | 44,700    |
| 뉴질랜드의 행정 구역 | 남섬 | 12.  | 말버러           | 블레넘         | 12,484     | 44,500    |
| 뉴질랜드의 행정 구역 | 남섬 | 13.  | 웨스트코스트     | 그레이마우스   | 23,000     | 32,300    |
| 뉴질랜드의 행정 구역 | 남섬 | 14.  | 캔터베리         | 크라이스트처치 | 45,845     | 552,800   |
| 뉴질랜드의 행정 구역 | 남섬 | 15.  | 오타고           | 더니딘         | 31,476     | 203,500   |
| 뉴질랜드의 행정 구역 | 남섬 | 16.  | 사우스랜드       | 인버카길       | 30,753     | 93,000    |

### 특별령
- 채텀 제도

### 자치령
- 토켈라우

### 자유 연합
- 쿡 제도
- 니우에

## 같이 보기
- 북섬
- 남섬

## 참고
1. ↑  이스트케이프, 태즈먼, 넬슨, 말버러는 단일 계층 행정 구역이다.
2. ↑  “Subnational Population Estimates: At 30 June 2008”. New Zealand's official statistics. 2009년 4월 19일에 원본 문서에서 보존된 문서. 2008년 10월 29일에 확인함.